# 柿澤仁誠
柿澤 仁誠（かきざわ にま、2007年3月9日 - ）は、日本のファッションモデル。
オウサム所属。『Let's天才てれびくん』・『天才てれびくんYOU』てれび戦士（出演期間2016年度 - 2017年度）で知られる。ファッションモデルの柿澤まに（かきざわ まに、2009年5月7日 - ）は実弟。

## 出演

### CM
- スタディオクリップ「生意気な天使がやって来た篇」（2013年）
- スタディオクリップ「おいしいお裾分けをした日篇」（2013年）
- 伊勢丹、「七五三」（2014年 - 2015年）スチールモデル
- ゼンショー、「すき家」鍋フェア 2015篇（2015年）
- 玉川衛材、「フィッティシリーズ」いいマスクフィッティの歌篇（2015年）
- ユニバーサル・スタジオ・ジャパン、「THE WIZARDING WORLD OF Harry Potter」（2015年）
- ミツカン、「ミツカン酢」七夕寿司篇（2015年）
- amazon、「クリスマス」（2015年）スチールモデル
- ユニクロ、「ユニクロUT 店頭POP」（2015年）スチールモデル
- トヨタ自動車&チャンピオン企画（2015年）スチールモデル
- マックハウス、新聞・店頭POP（2015年）スチールモデル
- ベネッセ（2015年）スチールモデル
- EDWIN、「LEE」スチールモデル
- 田原屋、「パシオス」（2015年 - 2016年）スチールモデル
- JINS（2016年）スチール

### バラエティ
- ビットワールド（2014年 - 2015年、NHK Eテレ）ゾース幼少期 役
- 天才てれびくんシリーズ（NHK Eテレ） - てれび戦士
  - Let's天才てれびくん（2016年4月4日 - 2017年3月30日）
  - 天才てれびくんYOU（2017年4月3日 - 2018年3月29日）

### その他のテレビ番組
- えいごであそぼ LOOK AT THIS（2014年、Eテレ）

### 映画
- 黒崎くんの言いなりになんてならない（2016年）主演・黒崎晴人幼少期 役

### ショー
- familiar 2015S/S Ginza Runway（2015年）モデル

### ネット配信
- COLORFUL CANDY STYLE（2015年）

### 舞台
- タクフェス第6弾 あいあい傘（2018年10月 - 12月） - 雨宮清太郎（子供時代） 役

## 書籍

### 雑誌連載
- GO OUT「アウトドア特集」（2014年、三栄書房）スチールモデル

### 関連書籍
- BAPE KIDS by a bathing ape（2015年 - 、宝島社ムック）モデル
- fam（2015年 - 2016年、三才ブックスムック）モデル
- ザテレビジョン 映画「妖怪ウォッチ」第2弾 総力特集（2016年、KADOKAWAムック）モデル

### 機関誌
- 日生協「絵本とおもちゃ」カタログ（2014年）スチール
- ミキハウス「新入学フォーマルスーツカタログ」（2014年 - 2016年）スチールモデル
- コンフォートホテルカタログ（2015年）スチール